# 長谷川青澄
長谷川 靑澄（はせがわ　せいちょう、1916年9月25日 - 2004年7月23日）は、日本の美術家、日本画家。本名は義治（よしはる）。
精密な描写をもとにしたデフォルム、また琳派や西洋の油彩絵画とも一線を画したマチエールに強いこだわりをもった独特な画風を確立した。作品は専ら日本美術院展覧会への出品作であり、日本美術院同人、同評議員となった。

## 経歴
1916年（大正5年）  9月25日、長野県下水内郡飯山町（現飯山市）に生まれる。旧制飯山中学（長野県飯山北高等学校）卒業。
15歳で地元の細野順耳（菊池契月の兄）に学び、1933年（昭和8年）上京し、18歳で松岡映丘門の吉村忠夫に入門し大和絵を専攻。
1952年（昭和27年）36歳の時に吉村忠夫の急逝をうけ、日本美術院・同人の中村貞以（なかむらていい、1900年 - 1982年）に入門し、日本美術院展覧会を目指し研鑽を重ねる。
1953年（昭和28年）、37歳で第38回 日本美術院展覧会に〈庭〉が初入選。以後、51年間にわたり春・夏の院展に連年入選。1955年（昭和30年）に、39歳で日本美術院院友。
1958年（昭和33年）から奨励賞を18回受賞。1961年（昭和36年）から春季展賞を2回受賞する。
1972年（昭和47年）に、56歳で日本美術院特待。1982年に、66歳で日本美術院同人。1989年に、73歳で日本美術院評議員。
1990年（平成2年）に「月（石山）」が、日本美術院展覧会内閣総理大臣賞を受賞。1994年（平成6年）に「足柄の山姥」が、日本美術院展覧会文部大臣賞を受賞。
東大阪市喜里川町に居を構え創作活動に没頭するなか、師の中村貞以が主催した画塾「春泥会」を引き継ぎ、師の七回忌後は画塾「含翠（がんすい）」として継承。
社中や同僚との勉強研鑽につとめる一方、日本美術院展覧会を目指す日本画家の育成に努めた。
含翠の門下には、清水達三・松岡政信・寺本郷史・小沢道治・藤本久美・寺田真規・長谷川笑子・浅田彩・居垣瑞生・磐城佳子・宇田和代・宇田宏海・大草肇・神森智代・北尾かおり・小林檀・新谷慶子・進藤政子・住友徳成・高木康子・田中重造・中尾隆晴・中森あゆみ・成川誠一郎・濱田君江・日高正子・堀内康子・松尾喜久子・松田知子・松原久美子・三宅美里・宮澤千恵子・柳本富子・山崎容子・油谷嘉之・渡邊妙子　諸氏の名が連なる。
2004年（平成16年）7月23日、大阪府吹田市内の病院で心不全のため逝去。享年87。

## 作品を鑑賞できる場所
作品の多くは、飯山市美術館・長野県立美術館・井原市立田中美術館・財団法人小谷城郷土館ほかに収蔵されている。

## 出品歴・展覧会歴を中心とした年譜
（出典：『「画人長谷川青澄追悼展」図録』、飯山市美術館発行）
- 1947年（昭和22年） - 長野県展、《尼》を出品。【信毎賞】
- 1951年（昭和23年） - 長野県展、《熱》を出品。【県展賞】
- 1953年（昭和28年） - 第38回院展、《庭》を出品。【初入選】
- 1954年（昭和29年） - 第39回院展、《城址にて》を出品。
- 1955年（昭和30年） - 第40回院展、《舞踊》を出品。
- 1956年（昭和31年）
  - 第11回日本美術院小品展、《新居》を出品。
  - 第41回院展、《理髪》を出品。
- 1957年（昭和32年）
  - 第12回日本美術院小品展、《花》を出品。
  - 第42回院展、《宝惠籠》を出品。
- 1958年（昭和33年）
  - 第13回日本美術院小品展、《鶏舎》を出品。【奨励賞】
  - 第43回院展、《鶏舎》を出品。【奨励賞次点】
- 1959年（昭和34年）
  - 第14回春季展、《羊飼》を出品。【奨励賞】
  - 第44回院展、《羊飼》を出品。【奨励賞次点】
- 1960年（昭和35年）
  - 第15回春季展、《牛と少年》を出品。
  - 第45回院展、《小鳥の店》を出品。【奨励賞】
  - 第1回清和会、《子の日》《犬筥》を出品。
- 1961年（昭和36年）
  - 第16回春季展、《乳を運ぶ》を出品。【春季展賞】
  - 第46回院展、《長松下》を出品。
  - この年に《京の宵》が製作される。
- 1962年（昭和37年）
  - 第17回春季展、《豆腐屋》を出品。【春季展賞】
  - 第47回院展、《寂》を無鑑査出品。【日本美術院大観賞次賞】
- 1963年（昭和38年）
  - 第48回院展、《楽興》を出品。
  - この頃に《玉兎》が製作される。
- 1964年（昭和39年） - 第49回院展、《集い》を出品。
- 1965年（昭和40年）
  - 第50回院展、《人形座》を出品。
  - この年の1月、師中村貞以の仲人により、住吉大社で旧姓水島由子と結婚する。
- 1966年（昭和41年） - 第51回院展、《古潭》を出品。
- 1967年（昭和42年）
  - 第22回春季展、《誕歩ポイヤウンペ》を出品。
  - 第52回院展、《寂光土》を出品。
- 1968年（昭和43年） - 第53回院展、《斑鳩の菩薩》を出品。
- 1969年（昭和44年）
  - 第24回春季展、《家族》を出品。
  - 第54回院展、《京舞・花の旅》を出品。【奨励賞】
  - この頃より舞踊・能・狂言などの古典芸能に造形を深め、たびたび作品の主題とする。
- 1970年（昭和45年）
  - 第25回春の院展、《舞う妓》を出品。
  - 第55回院展、《祇園》を出品。
- 1971年（昭和46年）
  - 第26回春の院展、《土曜日》を出品。
  - 第56回院展、《飛鳥・法輪寺》を出品。
- 1972年（昭和47年）
  - 第27回春の院展、《景清》を出品。【奨励賞】
  - 第57回院展、《文楽》を出品。
  - 日本美術院・特待に推挙される。
- 1973年（昭和48年） - 第58回院展、《朝顔話》を無鑑査出品。【奨励賞】
- 1974年（昭和49年）
  - 第29回春の院展、《出使い　壷坂》を無鑑査出品。【奨励賞】
  - 第59回院展、《寺子屋いろは送り》を出品。
  - 大阪三越にて個展「長谷川青澄」を開催。
- 1975年（昭和50年）
  - 第30回春の院展、《浄瑠璃三曲》を出品。【奨励賞】
  - 第60回院展、《日想観（弱法師）》を出品。【奨励賞】
  - 第26回春泥会、《ママ》を出品。
- 1976年（昭和51年） - 第31回春の院展 《文楽  日高川》を出品。【奨励賞】
- 1977年（昭和52年）
  - 第62回院展、《狂言》を出品。【奨励賞】
  - 第28回春泥会、《舞妓（豆爾》を出品。
- 1978年（昭和53年）
  - 第33回春の院展、《国性爺紅流し》を出品。
  - 第63回院展、《狂言》を出品。【奨励賞】
  - この頃に《メルヘン》が製作される。
- 1979年（昭和54年）
  - 第34回春の院展、《河内》を無鑑査出品。【奨励賞】
  - 第64回院展、《京を舞う》を出品。【奨励賞】
- 1980年（昭和55年） - 第65回院展、《禅苑流身》を出品。
- 1981年（昭和56年）
  - 第36回春の院展、《八汐》を出品。【奨励賞】
  - 第66回院展、《皎》を出品。【奨励賞】
- 1982年（昭和57年）
  - 3月12日 - 師 中村貞以が逝去。享年82。春泥会を引き継ぐ。
  - 第37回春の院展、《尼ヶ崎》を出品。【奨励賞】
  - 第67回院展、《京に舞う》を無鑑査出品。【奨励賞】
  - 日本美術院・同人に推挙される。
- 1983年（昭和58年）
  - 第38回春の院展、《うてや鼓》を出品。
  - 第68回院展、《浄土観》を出品。
  - 1月より大阪市今宮戎神社の干支の色紙・絵馬の原画の揮毫を担当する。
- 1984年（昭和59年）
  - 第39回春の院展、《河内》を出品。
  - 第69回院展、《朱鷺の譜》を出品。
- 1985年（昭和60年）
  - 第40回春の院展、《山姥》を出品。
  - 第70回院展、《浅間》を出品。
- 1986年（昭和61年）
  - 第41回春の院展、《母》を出品。
  - 第71回院展、《貴船》を出品。
  - 1月より大阪市住吉大社絵所預の委嘱を受け、干支の色紙・絵馬の原画の揮毫を担当する。
  - 同記念館に《住吉詣》を寄贈する。
- 1987年（昭和62年）
  - 第42回春の院展、《浴》を出品。
  - 第72回院展、《水の清滝》を出品。
- 1988年（昭和63年）
  - 第43回春の院展、《沿線》を出品。
  - 第73回院展、《普賢》を出品。
- 1989年（平成元年）
  - 第44回春の院展、《人形遣い》を出品。
  - 第74回院展、《阿弥陀堂》を出品。
  - 日本美術院・評議員に推挙される。
  - この頃に《斑鳩の菩薩  百済観音》《紅椿》が製作される。
- 1990年（平成2年）
  - 第45回春の院展、《永観》を出品。
  - 第75回院展、《月（石山）》を出品。【内閣総理大臣賞】
- 1991年（平成3年）
  - 第46回春の院展、《琉髪》を出品。
  - 第76回院展、《後の月》を出品。
  - 文化の日に東大阪市より表彰を受ける。
  - この頃に《蓮》が製作される。
- 1992年（平成4年）
  - 第47回春の院展、《立冬》を出品。
  - 第77回院展、《浄土変相》を出品。
  - 日本橋三越にて「長谷川青澄回顧展」が開催される。
- 1993年（平成5年）
  - 第48回春の院展、《母の部屋》を出品。
  - 第78回院展、《月  高倉院愁小督》を出品。
  - 第一回紺綬褒章を受賞する。
  - 大阪三越にて「長谷川青澄回顧展」が開催される。
  - 体調を崩し関西医大病院に入院する。
- 1994年（平成6年）
  - 第49回春の院展、《夕月（奥信濃）》を出品。
  - 第79回院展、《足柄の山姥》を出品。【文部大臣賞】
- 1995年（平成7年）
  - 第50回春の院展、《霙れ》を出品。
  - 第80回院展、《洛西空也滝》を出品。
  - 勲四等瑞宝章を受賞する。
  - 第二回紺綬褒章を受賞する。
  - 長野県飯山市名誉市民となる。
  - 大阪天満宮の障壁画《富士》《孔雀》を揮毫する。
- 1996年（平成8年）
  - 第51回春の院展、《不忍》を出品。
  - 第81回院展、《僧親鸞》を出品。
  - 第三回紺綬褒章を受賞する。
  - 長野県飯山市飯山警察署における陶版画の原画《懐郷季賊》を制作する。
- 1997年（平成9年）
  - 第52回春の院展、《ひなげし咲く》を出品。
  - 第82回院展、《秋韻》を出品。
  - 飯山市美術館開館記念として「長谷川青澄展（第一期展）（第二期展）」が開催される。
- 1998年（平成10年）
  - 第53回春の院展、《雨余》を出品。
  - 第83回院展、《円山朧》を出品。
  - 飯山市美術館にて「長谷川青澄展（第三期展）」が開催される。
- 1999年（平成11年）
  - 第54回春の院展、《人形遣い》を出品。
  - 第84回院展、《京舞名妙抄》を出品。
  - 飯山市美術館にて「含翠会展 - 長谷川青澄主催の画塾に集う院展作家たち -  」が開催される。
  - 東大阪市民美術センターにて「長谷川青澄展」が開催される。
- 2000年（平成12年）
  - 第55回春の院展、《初恋（藤村詩集より）》を出品。
  - 第85回院展、《母なる山妙高》を出品。
- 2001年（平成13年）
  - 第56回春の院展、《去年今年》を出品。
  - 第86回院展、《夏祭祇園会》を出品。
- 2002年（平成14年）
  - 第57回春の院展、《月冴ゆ》を出品。
  - 第87回院展、《春日野》を出品。
- 2003年（平成15年）
  - 第58回春の院展、《当麻浄心》を出品。
  - 第88回院展、《良夜  無憂華の歌人》を出品。
- 2004年（平成16年）
  - 第59回春の院展、《朝霧大原女》を出品。
  - 7月23日 - 大阪市吹田市内の病院で心不全のため逝去する。享年87。

## 他
- 第一回紺綬褒章・勲四等瑞宝章・第二回紺綬褒章・第三回紺綬褒章を受賞。長野県飯山市名誉市民に選ばれた。

- 「売るための絵を描くのは画家。私は売るための絵は描かない」と公言し、自らを画人と称した。